# Friedrich Feld (Schriftsteller)
Friedrich Feld (Pseudonym; eigentlich Friedrich „Fritz“ Rosenfeld; * 5. Dezember 1902 in Wien, Österreich-Ungarn; † 27. Dezember 1987 in Bexhill, East Sussex) war ein österreichischer (ab 1948 auch britischer Schriftsteller, Übersetzer, Filmkritiker, Dramatiker und Kinderbuchautor.

## Leben
Friedrich „Fritz“ Rosenfeld, alias Friedrich und Fritz Feld und einiger anderer Pseudonyme, studierte nach bestandener Reifeprüfung Kunst- und Literaturgeschichte. Daneben schrieb er Theater- und Filmkritiken für Wiener Zeitungen. Er war befreundet mit den Autoren Max Winter und Schiller Marmorek. Von 1923 bis 1934 gehörte er unter dem Namen Fritz Rosenfeld der Kulturredaktion der sozialdemokratischen Arbeiter-Zeitung in Wien an. Von Jänner bis zu ihrem Verbot im Februar 1934 leitete er das Feuilleton dieser Zeitung. Nach den Februarkämpfen im Jahr 1934 emigrierte er in die Tschechoslowakei. 
In Prag war Rosenfeld anfangs als Lektor und Dramaturg für die Filmproduktionsgesellschaft Paramount tätig, später als Theaterkritiker. 1939 emigrierte er erneut, diesmal nach Großbritannien. Im Jahre 1940 war er sechs Monate lang als „feindlicher Ausländer“ auf der Isle of Man interniert. Anschließend arbeitete er in einer Fabrik, später dann für den Abhördienst für Sendungen in tschechischer Sprache der BBC, und von 1946 bis 1962 war er als Übersetzer für die Nachrichtenagentur Reuters tätig. Seit 1948 war Rosenfeld britischer Staatsbürger. Obwohl er nach 1945 eine Rückkehr nach Österreich ablehnte, lieferte er bis 1956 Filmkritiken für die Arbeiter-Zeitung. Seinen Lebensabend verbrachte er in Bexhill-on-Sea.
Rosenfeld alias Feld war Verfasser von Kinder- und Jugendbüchern, Theaterstücken und Hörspielen; daneben übersetzte er aus dem Englischen und Tschechischen ins Deutsche. Besonders erfolgreich waren seine Kinderbücher, von 1414 geht auf Urlaub, eine Geschichte um eine Eisenbahnlok, wurden 200.000 Exemplare verkauft; von Der musikalische Regenschirm waren es über 250.000 Exemplare. Zahlreiche seiner Werke fanden auch Verbreitung als Hörspiel und auf Schallplatten. 1924 erschien sein erster Roman für Erwachsene Johanna in Fortsetzungen in der Zeitung Salzburger Wacht, die Buchform der Milieustudie ein Frauenschicksal aus den 1920er-Jahren gibt der Literaturwissenschaftler Primus-Heinz Kucher im Frühjahr 2020 im Wiener Verlag Edition Atelier heraus.

## Werke
- Die goldene Galeere, Berlin 1930 (als Fritz Rosenfeld)
- Fritz Rosenfeld: Tirilin reist um die Welt. Eine Erzählung für denkende Kinder. Mit Textillustrationen von Gerda Felden. E. Prager-Verlag, Leipzig-Wien 1931.  (2. Aufl. 1932)
- Aufruhr der Herzen. Erzählungen. E. Prager-Verlag, Leipzig-Wien 1931. (2. Aufl. 1932)
- Der Goldfasan, Zürich [u. a.] 1933 (als Fritz Rosenfeld)
- Der Regenbogen fährt nach Masagara, Prag 1938 (als Fritz Rosenfeld)
- Es war einmal ein Esel, Wien 1948
- Der Flug ins Karfunkelland, Wien 1948
- 1414 geht auf Urlaub. Eine Uhr steht still, Wien 1948
- Die Zaubergeige, Wien 1948 (als Fritz Rosenfeld)
- Amir, der Riese, Wien 1949
- Der gefrorene Wasserfall, Wien 1949
- Der weiße Wald, Wien 1949
- Echo auf Reisen, Wien 1950
- Kolibri und Farinari, Wien 1950
- Der musikalische Regenschirm, Wien 1950
- Der silberne Stern, Wien 1950
- Die magischen Zündhölzer, Hamburg 1951
- Die Rettung, Rotenburg an der Fulda 1951
- Die Stadt Wan-Lin, Rotenburg an der Fulda 1951
- Der Kaiser und der Komödiant, Weinheim/Bergstr. 1952
- Ein Land, so klein wie ein Beistrich, Wien 1952
- Der verlorene Schlüssel, Weinheim/Bergstr. 1952
- Der Brunnen von Almazar, Stuttgart 1953
- Der fliegende Igel, Wien 1953
- Der Kirschblütenzweig, Weinheim/Bergstr. 1953
- Nona und die 33 Drillinge, Stuttgart 1953
- Der schweigsame Flamingo, Stuttgart 1953
- Suche nach Simba, Stuttgart 1953
- Das unsichtbare Orchester, Stuttgart 1953
- Die verlorenen Schuhe, Stuttgart 1953
- Geburtstagsfeier wie noch nie, Stuttgart 1954
- Das Meer schwemmt einen Schatz ans Land, Wien 1954
- Das große Preisausschreiben, Stuttgart 1955
- Die häßlichen Mädchen von Bagdad, Weinheim/Bergstr. 1955
- Ridvan, der Radschläger, Stuttgart 1955
- Die Autos der Tante Klementine, Stuttgart 1956
- Der Reiter auf der Wolke, Stuttgart 1956
- Wer doch zaubern könnte, Wien 1956
- Die Katze, die alle Sprachen konnte. Der Esel Yack, Hamburg 1957
- Lieschen Pfennig und die zwölf Friseure, Stuttgart 1957
- Plumps dreht einen Film, Stuttgart 1957
- Wo liegt Maralopa?, Wien 1957
- Besuch aus Baramba, Wien 1958. Illustriert von Walter Harnisch (Maler)
- Der heilige Pflug, Weinheim 1959
- Herr Hicks kauft einen Zirkus, Wien 1959
- Herr Platt braucht einen Löwen und Was geht auf Nummer 14 vor? Wien 1959
- Der Wettstreit der Winde, Stuttgart 1959
- Das goldene Pferd, Wien 1960
- Der Papagei von Isfahan und Koch gesucht für den Kalifen, Wien 1960
- Des Kaisers Widerspruch, Weinheim 1961
- Der Rabe Yuan, Stuttgart 1962
- Eine Tür springt auf, Weinheim/Bergstr. 1962
- Der ungeduldige Ibrahim und Der Ring des Nathaniel Quibbs, Wien 1962
- Die Französische Revolution, Weinheim/Bergstr.
  - 1. Im Schatten der Bastille, 1963
  - 2. Der Schlosser von Versailles, 1963
  - 3. Die Richter und die Gerichteten, 1963
- Die Welt aus Marzipan und Herr Klapp darf nicht gestört werden, Wien 1963
- Wenn ihre Haut auch schwarz ist, Weinheim/Bergstr. 1963
- Gericht über Kolumbus, Kassel [u. a.] 1964
- Der Prügelknabe von Osterbrück, Wien 1964
- Vor dem goldenen Tor, Kassel [u. a.] 1964
- Der Mann im Käfig, Kassel [u. a.] 1965
- Der Schrecken von Miebau, Wien 1965
- Spuk im Berghotel, Stuttgart 1965
- Der Mann mit der gelben Krawatte, Stuttgart 1966
- Der Schiffsjunge der Santa Maria, Bayreuth 1966
- Die Komödianten des Königs, Stuttgart 1967
- Der Meister von Mainz, Bayreuth 1967
- Das Testament des Eusebius Silberfuchs, Stuttgart 1967
- Eine Uhr steht still, Wien 1967
- Akte Diana, streng geheim, Stuttgart 1968
- Der Fall Orlando, Stuttgart 1968
- Vom Kätzchen, das seinen Schatten verlor, Wien 1968
- Die Geistermühle von Haselheim, Stuttgart 1969
- Herr Kniebusch sieht Gespenster, Stuttgart 1969
- Die Pfauenfeder, Wien [u. a.] 1969
- Der Frosch mit der Trompete, Wien 1970
- Ein Gespenst greift ein, Stuttgart 1970
- Es spukte auf der Überfahrt, Stuttgart 1971
- Warum es im Zoo keine Drachen gibt, Wien [u. a.] 1971
- Herr Klapp schafft den Lärm ab, Göttingen 1973
- Der König hinter dem Wandschirm, Göttingen 1973
- Der Schuß ins Dunkle, Stuttgart 1973
- Wunder in der Westentasche, Wien [u. a.] 1973
- Von Hexen und Zauberern, Göttingen 1974
- Ein Mädchen wie Martina, Balve (Sauerland) 1975
- Der Zaubertrank, Göttingen 1976
- Funkstreife im Einsatz, Balve/Sauerland 1977
- Rendezvous mit Sebastian, Solothurn 1977
- Ein großer Tag für Annabell, Hannover 1979
- Das Pony mit den vielen Namen, Stuttgart 1979
- Die Wunderkatze Mingo, Hannover 1979
- Geheimnisvolles Spiel um Mitternacht, Hannover 1980
- Gespenster auf Burg Rotenstein, Stuttgart 1980
- Gespenster auf Verbrecherjagd, Hannover 1980
- Kleiner Spitz, ganz groß, Hannover 1980
- Raub auf dem Gespensterschiff, Hannover 1980
- Eine unheimliche Nacht, Hannover 1980
- Michaela und das wundersame Haus, Stuttgart 1982
- Eine seltsame Schatzkiste, Hannover 1982
- Der verzauberte Nachmittag, Stuttgart 1984
- Dr. Pfirsich ist sprachlos, Hannover 1988
- Ein total verrücktes Haus, Hannover 1988

## Übersetzungen
- Robert Arthur: Geister, die ich rief, Stuttgart 1970
- Barbee Oliver Carleton: Die Hexenbrücke, Stuttgart 1969
- Pierre Castex: Eine unglaubliche Rallye, Stuttgart 1972
- Catherine Cookson: Ein Pferd namens Knirps, München 1977
- Florence Ellen Davy Dickie: Schnee im Sommer, Stuttgart 1970
- Der Gespensterwolf vom Donnerberg, Stuttgart 1973
- Edmund Wallace Hildick: Tim und der geheimnisvolle Unbekannte, München 1978
- Edmund Wallace Hildick: Tims Abenteuer, München 1977
- Mary Norton: Eine tolle Hexe, Stuttgart 1970
- Miloslav Stingl: Meli Antu, Praha 1967
- Das Tal der Schrecken und andere Gruselgeschichten, Stuttgart 1970
- John Rowe Townsend: Der Piratenschatz, Stuttgart 1971
- Phyllis A. Whitney: Das geheimnisvolle Schwert, München 1977
- Phyllis A. Whitney: Lindas Heimkehr, München 1978
- Kamil Zvelebil: Koran, Fatima und Raghu, Praha 1967